# زندان نظامی

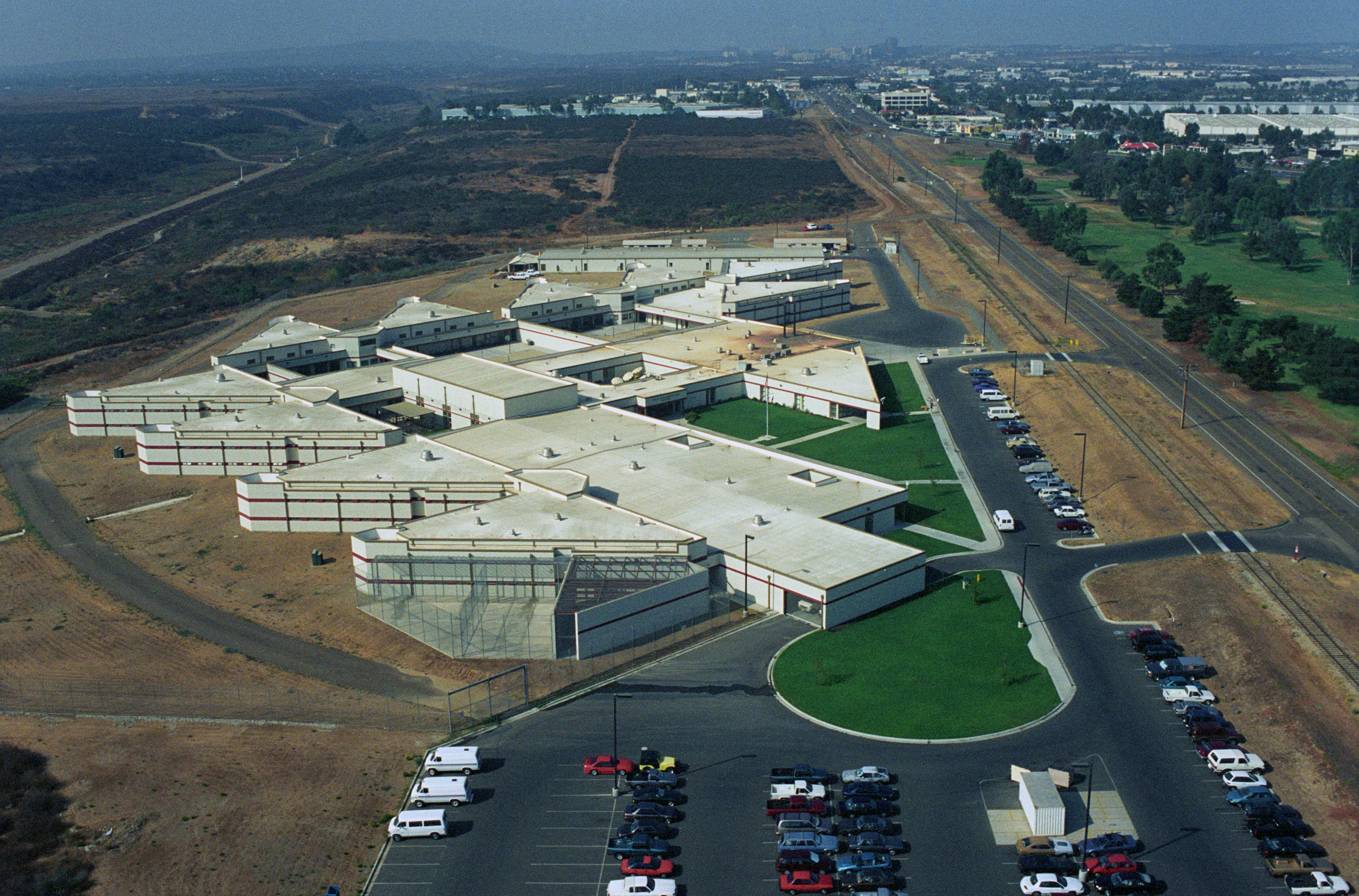
عکس هوایی یک زندان نظامی

زندان نظامی (انگلیسی: Military prison) زندانی است که توسط نظامی‌ها اداره می‌شود. از زندان‌های نظامی برای اسکان اسیران جنگی، جنگجویان غیرقانونی، کسانی که آزادی آنها توسط ارتش یا مقامات ملی به عنوان یک خطر امنیت ملی تلقی می‌شود و اعضای ارتش که در یک جنایت جدی، مجرم شناخته می‌شوند، به شکل‌های مختلفی استفاده می‌شود. از نظر طبقه‌بندی، زندان‌های نظامی دو نوع می‌باشند: کیفری؛ که با هدف مجازات و تلاش برای اصلاح نیروهای نظامی که مرتکب تخلف شده‌اند، استفاده می‌شود و زندان‌محور؛ که در آن نیروهای اسیر شده دشمن به دلایل نظامی تا پایان خصومت، در زندان محبوس می‌شوند.